# 2021 AV7
2021 AV7 là một tiểu hành tinh gần Trái Đất thuộc nhóm Apollo, được các nhà thiên văn Alain Maury và G. Attard phát hiện tại San Pedro de Atacama, Chile vào ngày 15 tháng 1 năm 2021.